# 片町 (新宿区)
片町（かたまち）は、東京都新宿区の町名。「丁目」の設定のない単独町名である。住居表示実施済み地域。

## 地理
新宿区の中東部に位置する。町域の北は市谷仲之町及び市谷本村町、東は四谷坂町、南は荒木町、西は住吉町に接する。
町域内を靖国通りが東西に、外苑東通りが南北に通っており、両道路は曙橋で立体交差している。また、地域内の合羽坂下交差点を始点として津の守坂通りが通っている。当町はこれらの交差点の周囲に広がる比較的小さな町で、都営新宿線の曙橋駅の東側の一角にあたる。道路から離れれば住宅が見られるが、駅付近にはビルやマンションが並ぶ。

## 歴史

### 沿革
- 1872年7月 - 市ヶ谷片町・武家地の区域をもって市ヶ谷片町となる。
- 1878年11月 - 郡区町村編制法の施行により、市ヶ谷片町は牛込区に属す。
- 1880年9月 - 四谷区に編入され、四谷片町となる。
- 1911年5月 - 四谷片町から片町に改称。
- 1947年3月 - 新宿区の成立とともに同区の町となる。
- 2009年2月 - 従来の町名を継承する形で住居表示を実施。

## 世帯数と人口
2025年（令和7年）3月1日現在（新宿区発表）の世帯数と人口は以下の通りである。
- 世帯数 : 374世帯
- 人口 : 494人

### 人口の変遷
国勢調査による人口の推移。
| 年                 | 人口 |
| ------------------ | ---- |
| 1995年（平成7年）  | 369  |
| 2000年（平成12年） | 360  |
| 2005年（平成17年） | 345  |
| 2010年（平成22年） | 406  |
| 2015年（平成27年） | 351  |
| 2020年（令和2年）  | 418  |

### 世帯数の変遷
国勢調査による世帯数の推移。
| 年                 | 世帯数 |
| ------------------ | ------ |
| 1995年（平成7年）  | 181    |
| 2000年（平成12年） | 205    |
| 2005年（平成17年） | 230    |
| 2010年（平成22年） | 275    |
| 2015年（平成27年） | 237    |
| 2020年（令和2年）  | 322    |

## 学区
区立小・中学校に通う場合、学区は以下の通りとなる（2018年8月時点）。
- 区域 : 全域
  - 小学校 : 新宿区立四谷小学校
  - 中学校 : 新宿区立四谷中学校

## 事業所
2021年（令和3年）現在の経済センサス調査による事業所数と従業員数は以下の通りである。
| 町丁 | 事業所数 | 従業員数 |
| ---- | -------- | -------- |
| 片町 | 52事業所 | 845人    |

### 事業者数の変遷
経済センサスによる事業所数の推移。
| 年                 | 事業者数 |
| ------------------ | -------- |
| 2016年（平成28年） | 63       |
| 2021年（令和3年）  | 52       |

### 従業員数の変遷
経済センサスによる従業員数の推移。
| 年                 | 従業員数 |
| ------------------ | -------- |
| 2016年（平成28年） | 749      |
| 2021年（令和3年）  | 845      |

## その他

### 日本郵便
- 郵便番号 : 160-0001[3]（集配局 : 新宿郵便局[15]）。